# الحيفة (حبيش)

تعديل مصدري - تعديل

الحيفة محلة تابعة لقرية مابن، التابعة لعزلة السلق بمديرية حبيش إحدى مديريات محافظة إب في الجمهورية اليمنية، بلغ تعداد سكانها 111 حسب تعداد اليمن لعام 2004.